# Yorgia
Yorgia är en numera utdöd livsform som levde under ediacara. Livsformen var bottenlevande och påminner till utseendet om en blandning av de bägge släktena Dickinsonia och Spriggina. Djuret ser ut att vara bilateralt men avvikelserna mellan olika exemplar är så pass stora att det inte är fallet. De fossila lämningarna som finns är näst intill enbart avtryck från djurets undersida, det finns inga lämningar av förhårdningar så som skal eller liknande.